# Museo Arocena
Il Museo Arocena è un museo privato ubicato nella città di Torreón, nello stato di Coahuila in Messico. È il museo più importante della città, nonché il più importante di tutta la "Comarca Lagunera".

## Storia
Il museo venne aperto in quello che un tempo era l'antico edificio del Casino de la Laguna, di fronte alla piazza principale, nel centro storico di Torreón che è stato restaurato e riabilitato come prima sede del Museo Arocena, inaugurato il 27 agosto 2006, dopo un restauro di oltre tre anni. Questo edificio di grande valore storico fu costruito nel 1910 dall'architetto francese Louis Channel, in un'area che si estende su 5000 metri quadrati distribuiti su quattro livelli, (includendo il piano terra), che oggi ospitano sale dedicate all'arte europea, all'arte vicereale, alla storia messicana e alla storia regionale. Il secondo progetto di restauro che il Museo Arocena ha intrapreso dopo la sua apertura è stato quello di trasformare nel 2010, l'adiacente familiare in una Casa Storica, o casa museo. L'attuale Casa Storica Arocena si trova al terzo piano di uno degli edifici più emblematici della città non solo per la sua notevole architettura, ma anche per la sua modernità, adiacente all' ex-Casino de la Laguna, dove il Museo Arocena iniziò la sua storia. l terzo progetto di ampliamento del Museo Arocena è stato il salvataggio e il restauro di un edificio adiacente al museo, che agli albori del XX secolo fungeva da banca cinese e che è stato aperto al pubblico all'inizio del 2012, con 1.800 metri quadrati riconvertiti in nuovi spazi per mostre temporanee. Il nuovo ingresso al Museo avviene da un lato attraverso Plaza Peñoles, con una facciata a vetri, composta a da una serie di specchi con forma di foglie, in zinco e argento.

## Descrizione

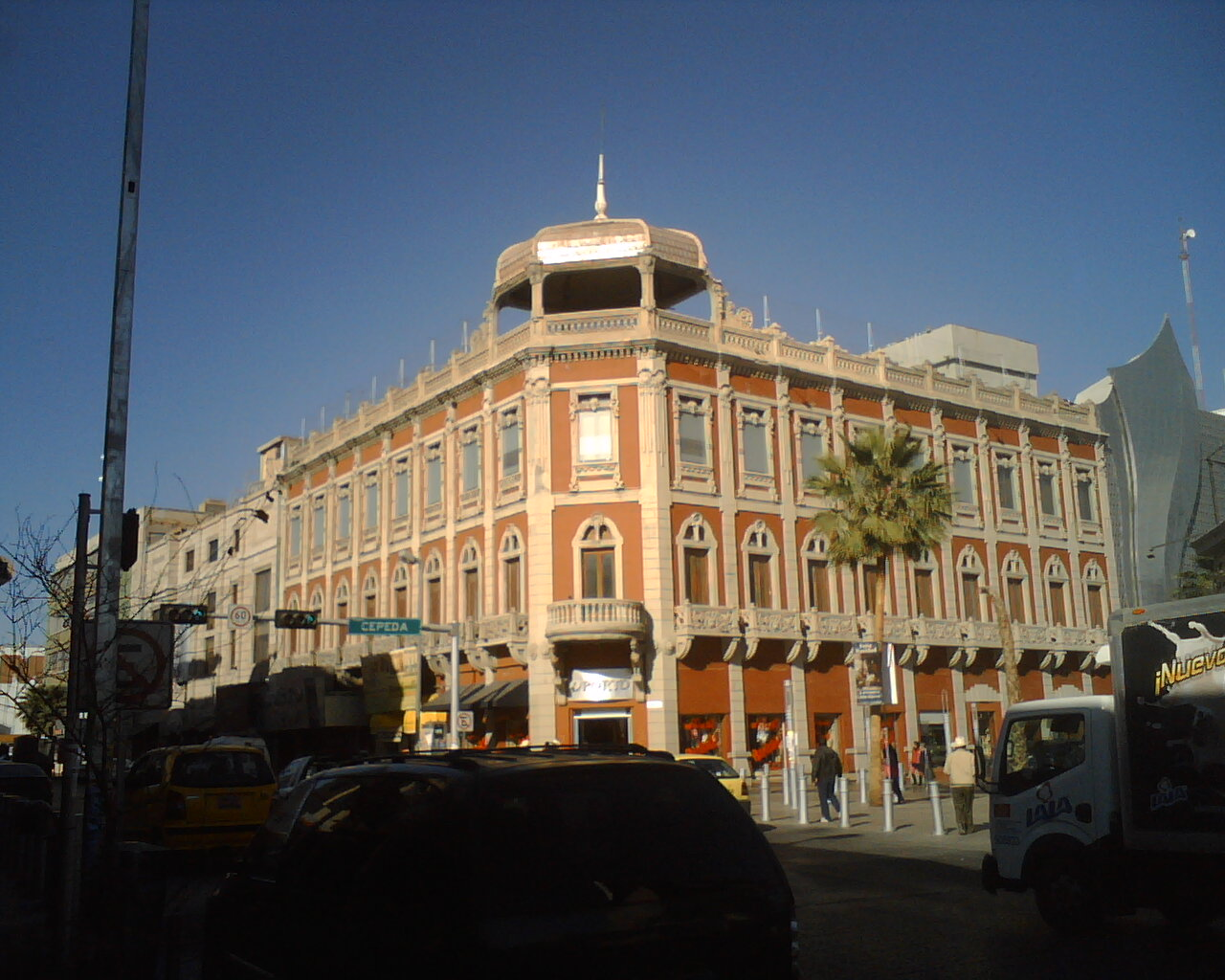
Edificio Arocena, sulla destra il nuovo ingresso

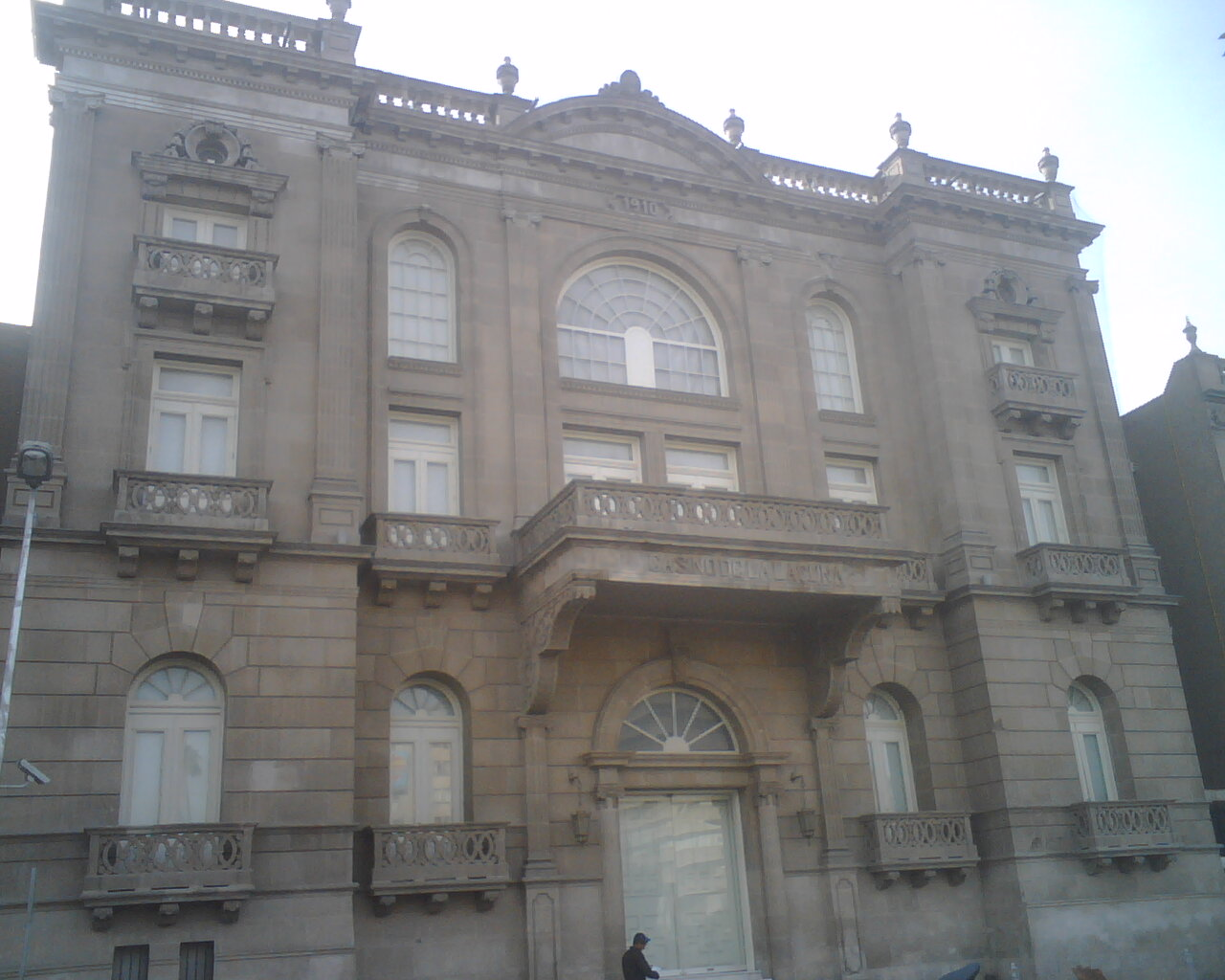
Ex-Casino de la Laguna, primo edificio del museo

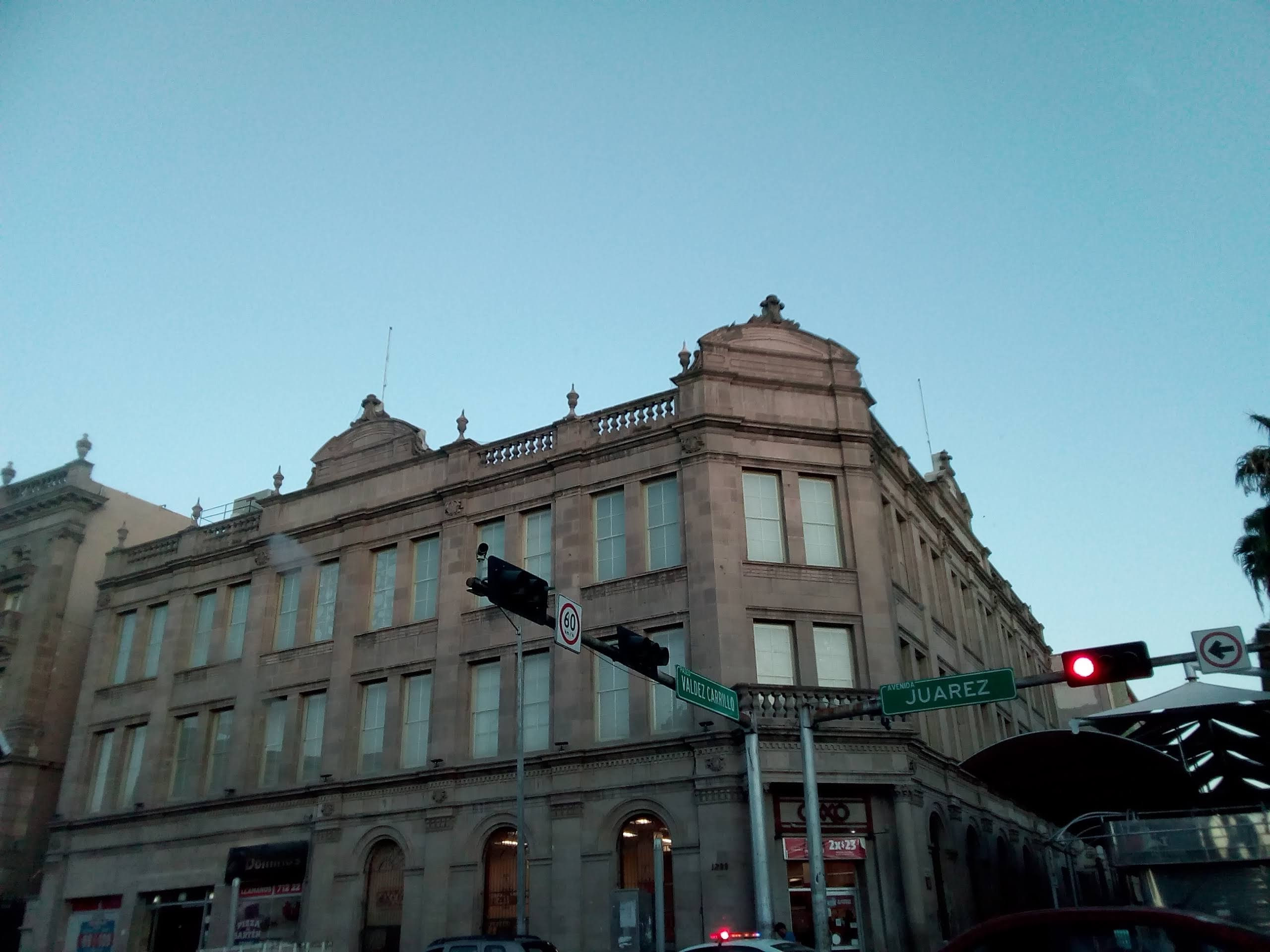
Edificio Russek ultimo ampliamento del museo

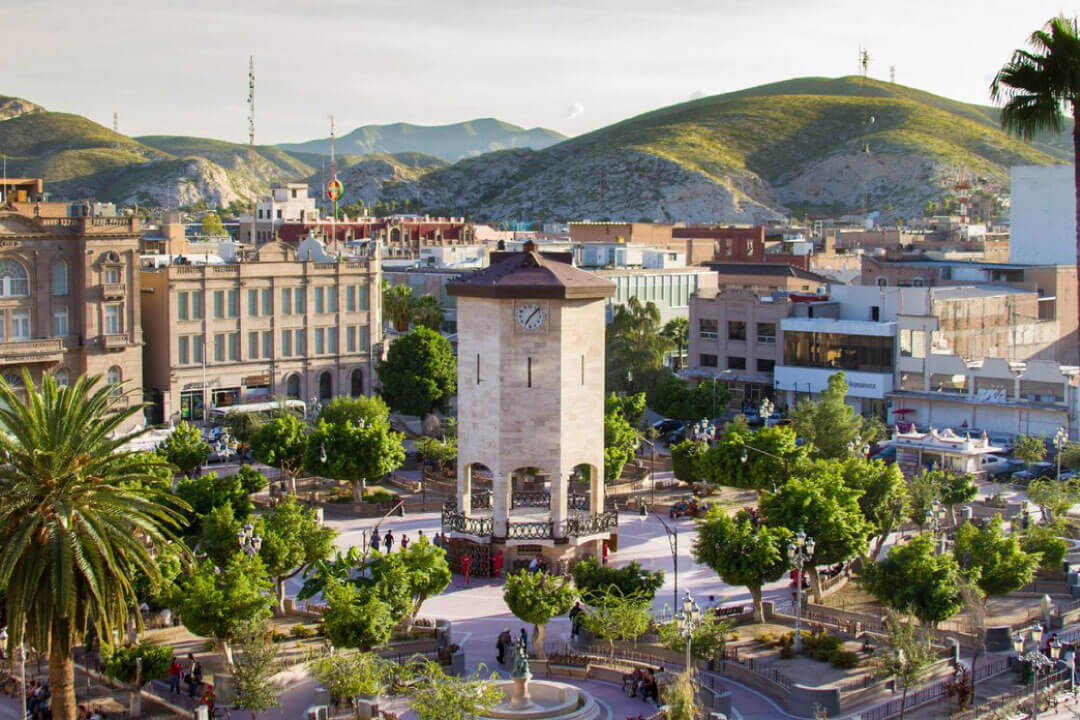
Panoramica della Plaza de Armas di Torreón, sulla sinistra il museo Arocena

Il museo si estende su tre differenti edifici, su tre o quattro piani dipendendo dall'edificio, collegati internamente tra loro, ma esternamente molto diversi, sia per fattura che per colore. L'ex-Casino de La Laguna dove venne inizialmente aperto, la La Casa Histórica Arocena, dipinto in rosso e bianco è l'edificio esteticamente più decorato e l'Edificio Russek, l'ultimo ad essere stato restaurato e aperto al pubblico. Al suo interno, un percorso porta i visitatori attraverso le varie sale e ai vari piani, un breve tratto di corridoio al piano terra, permette di vedere, (tramite un vetro), l'interno di un tratto del "Canal de la Perla", oltre alle sale di esposizioni temporanee e permanenti, vi sono una Biblioteca specializzata en arte e storia, un ristorante e caffetteria, un negozio di libri, riviste e altri articoli, un auditorio con capacità di 140 spettatori. altre zone del museo sono riservate a uffici e amministrazione. Al 2025, l'entrata costa 50 pesos messicani dal martedì al sabato, mentre la domenica l'ingresso è gratuito.

## Collezioni
Decisamente di prim'ordine sono le varie collezioni esposte, vista l'enorme quantità di opere e materiali esposti, (oltre 3000 pezzi su 5000 m²), ne viene quì dato un riassunto, le esposizioni si articolano su ben 13 sale, così distribuite:
6 sale di esposizioni temporanee:
1. Casino de la Laguna: 350 m²
2. Edificio Russek, 2° piano: 700 m²
3. Edificio Russek, 3° piano: 700 m²
4. Sala Tematica: 25 m²
5. Casa Histórica Arocena: 25 m²
6. Sala de Interpretación: 80 m²

7 sale di esposizioni permanenti:
1. Introduzione alla collezione: 25 m²
2. 'Sala di Arte Virreinal': 450 m², collezione dal punto di vista delle arti nei regni ispanici tra il XV e il XVIII secolo. A questo scopo vi sono due sezioni: nella prima, le principali aree geografiche che costituivano il più grande impero del suo tempo, nella seconda vengono esplorate le vie di scambio che univano questi territori. Il settore più rilevante dell'arte Virreinal è quello dedicato all'argenteria civile e religiosa.
3. Sala di Arte Europeo: 450 m², le opere europee provengono principalmente dalla Spagna e risalgono al XIV-XIX secolo. Il percorso segue l'evoluzione degli stili dal gotico, rinascimentale, manierista, barocco al neoclassico. Nella prima parte sono esposti dipinti su tavola ispano-fiammingi del XIV-XVI secolo. Del Secolo d'Oro spagnolo sono esposti la Vergine dell'Immacolata Concezione, opera del sivigliano Bartolomé Esteban Murillo (1617–1682), e San Francesco d'Assisi davanti al crocifisso della cappella di San Damiano, attribuito a Francisco de Zurbarán (1598-1664).
4. Cronaca della Laguna: 250 m², storia della Comarca Lagunera e dalla città di Torreón, il tutto è completato dal supporto di diverse risorse museografiche come video e interattivi su ciascun argomento.
5. Pabellón México nel Tempo: 300 m², storia del Messico, anche questo caso il tutto è completato dal supporto di diverse risorse museografiche come video e interattivi su ciascun argomento.
6. Personlità nella storia: 10 m²
7. Casa Histórica Arocena: 500 m², la casa era la residenza privata della famigli Arocena, dispone di stanze con mobilio d'epoca, come ambienti che incoraggiano l'interpretazione storica. L'ampia scelta di mobili con decorazioni ad intarsio in differenti stili, oltre ad esempi di maioliche e ceramiche della Compagnia delle Indie. Ognuno di essi affronta un punto di vista specifico sull'insieme di informazioni che danno senso all'esistenza della Dimora Storica Arocena.

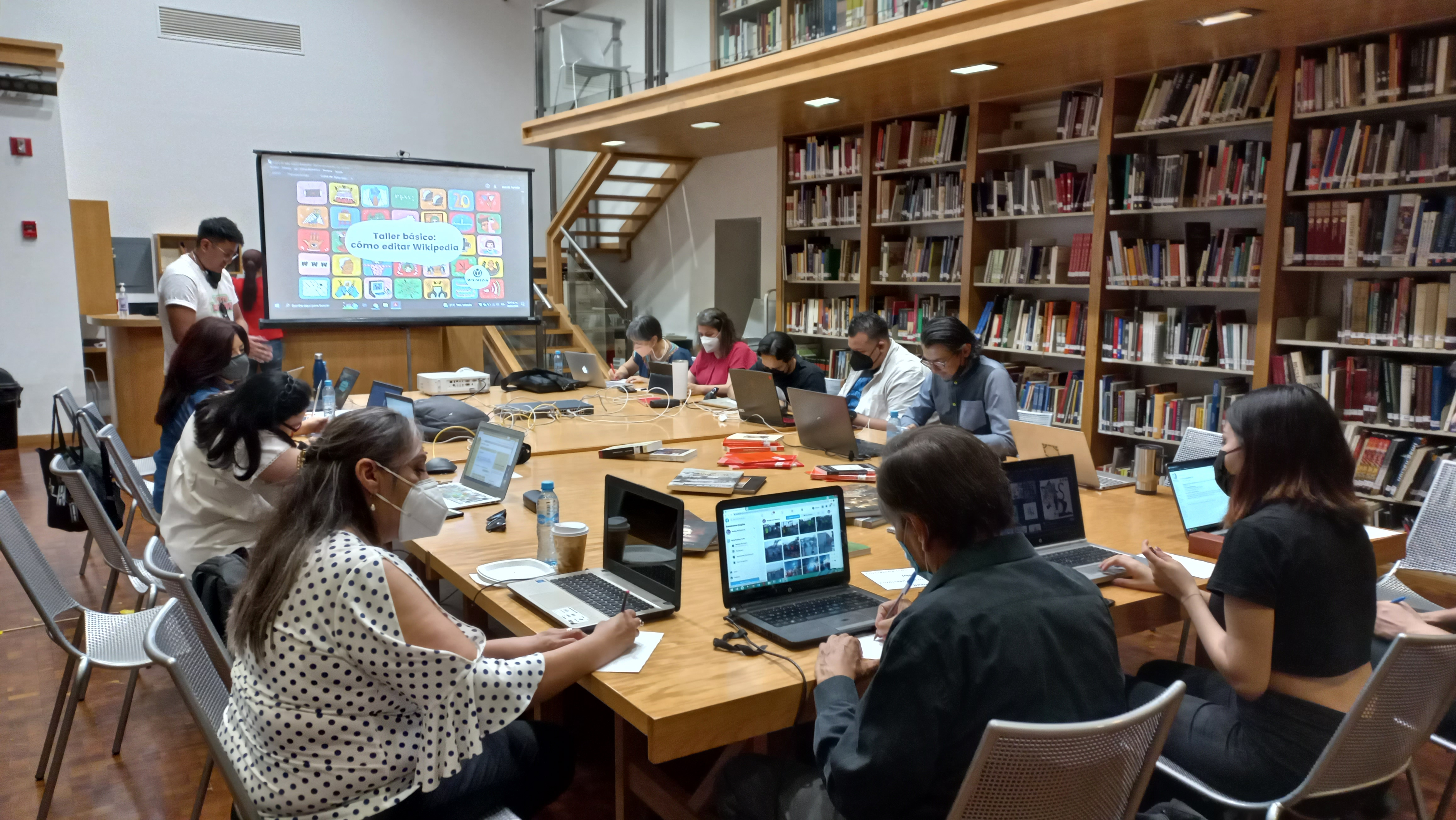
Biblioteca del museo

Sono inoltre disponibili nel resto degli edifici:
- Biblioteca specializzata en arte e storia, tutela il patrimonio bibliografico e documentaristico raccolto nell'arco di quattro generazioni dalla famiglia Arocena è una biblioteca orientata alle arti, alla letteratura e alla storia; composta da poco più di 6.000 esemplari e in continua crescita. Oltre ai contenuti, spiccano le rilegature, le illustrazioni e i caratteri dei libri d'epoca. La biblioteca prende il nome da Zenaida Arocena (1878 – 1911), unica figlia di Rafael Arocena e Arbide (1847 – 1919).[4]
- Ristorante e caffetteria.
- Negozio di libri, riviste e altri articoli.
- Auditorio con capacità di 140 spettatori, tutti i programmi e proiezioni di film sono gratuiti e aperti al pubblico in generale.[5]
- Salone per corsi, convegni e affitto di spazi per eventi.[6]

## La famiglia Arocena
Rafael Arocena y Arbide era un immigrato basco nato in Spagna nel 1847, che si stabilì nella regione della Comarca Lagunera come agricoltore e uomo d'affari. La sua importanza sociale si basava sul successo economico ottenuto nella coltivazione del cotone, molto praticata nella regione. La sua influenza sul mercato del cotone fu tale che nel 1910 poté modificare il prezzo della fibra di cotone quotata alla Borsa di New York, secondo le manovre dalla sua Hacienda de Santa Teresa. Fu proprio lui a introdurre nella regione un seme di cotone di origine nordamericana. In definitiva, questo fatto si tradurrebbe in un’attività fruttuosa che rafforzerebbe la Regione Lagunera. Sua figlia Zenaida Arocena, iniziò la tradizione familiare di acquisizione di opere d'arte in Messico e in Europa, tradizione continuata da Elvira Arocena e dall'attuale presidente della Fondazione E. Arocena: Eneko Belasteguigoitia Arocena.